# ريوك
ریوک (باليابانية: リューク) كما يعرف أيضا باسم شينيغامي هو شخصية خيالية في سلسلة المانغا والأنمي مفكرة الموت.التي أنشأتها تسوغومي أوبا وتاكيشي أوباتا. وهو شينيغامي بالملل الذي يسقط مذكرة الموت، وهو دفتر الذي يسمح لك لقتل أي شخص ببساطة عن طريق معرفة اسمهم ووجههم، في العالم البشري من أجل الحصول على المتعة.